# Делфонт, Бернард
Бернард Делфонт, барон Делфонт (англ. Bernard Delfont, Baron Delfont; при рождении Борис Исаакович Виноградский; 5 сентября 1909 — 28 июля 1994) был ведущим британским театральным импресарио российского происхождения.

## Биография
Делфонт родился в городе Токмак, Российская Империя и был вторым сыном Исаака и Ольги Виноградских. Его братья Лью Грейд и Лесли Грейд тоже занялись шоу-бизнесом. Его племянник Майкл Грейд (ныне лорд Грейд Ярмутский), сын Лесли, сделал карьеру на телевидении и в кино. У него была сестра Рита Грейд, которая написала книгу о семье под названием «Мои сказочные братья». У его семьи еврейские корни.
Делфонт вошёл в театральный менеджмент в 1941 году, завершив карьеру танцора. Он представил более 200 шоу в Лондоне и Нью-Йорке, в том числе более 50 мюзиклов, в том числе оригинальные постановки Little Me, Stop the World — I Want to Get Off, City Of Angels и Sweet Charity.
Представлял летние варьете во многих городах страны, в основном на морских курортах. В Блэкпуле ему принадлежали все три пирса (Южный, Центральный и Северный).
Он превратил лондонский ипподром в ночной клуб Talk of the Town, пригласив артистов, таких как Ширли Бэсси, Фрэнк Синатра, Эрта Китт и Джуди Гарленд, а также получил эксклюзивные права от Пола Дерваля на использование сцены Фоли-Бержер на первое время, за пределами Парижа.
В 1967 году компания Grade Organisation была приобретена EMI за 21 миллион долларов, а Делфонт и его братья вошли в совет директоров EMI. В рамках сделки он стал крупнейшим индивидуальным акционером EMI. В 1969 году стал главным исполнительным директором Associated British Picture Corporation после того, как она была приобретена EMI, и был членом совета директоров около 30 развлекательных компаний. На посту исполнительного директора EMI, Делфонт отозвал финансирование фильма « Житие Брайана» в 1978 году в последний момент, из-за опасений по поводу наличия в сценарии острой сатиры на религиозные темы.
Делфонт женился на актрисе Кэрол Линн в 1946 году. У них родились сын (Дэвид) и две дочери (Сюзанна и Дженнифер). Посвящён в рыцари в 1974 году, получил пожизненное пэрство как барон Делфонт из Степни в Большом Лондоне 29 июня 1976 года. Умер от сердечного приступа в своем доме в Ангмеринге. Лорд Делфонт был пожизненным президентом благотворительного фонда артистов развлечений, а его жена — пожизненным губернатором.
Его вдова Кэрол Линн (леди Делфонт), 89 лет, умерла в результате болезни двигательных нейронов 17 января 2008 года в своем доме в Сассексе, Англия.
В фильме 2018 года «Стэн и Олли», который рассказывает о туре Лорел и Харди по Соединенному Королевству в 1953 году, его роль исполнил Руфус Джонс.
Майкл Гэмбон сыграл роль Делфонта в фильме 2019 года «Джуди», который рассказывает о последних днях Джуди Гарланд.

## Занимаемые посты
- EMI Ltd
  - Главный исполнительный директор (1979—1980)
- Благотворительный фонд артистов развлечений
  - Пожизненный президент, для которого он представил ежегодное Королевское эстрадное представление (1958—1978).
- Entertainment Charities Fund
  - Президент (1983—1991)
- Companion of the Grand Order of Water Rats
- Член Святых и Грешников
- Printers Charitable Corporation
  - Президент 1979 г.
- First Leisure Corporation
  - Генеральный директор 1980—1986 гг.
  - Исполнительный председатель 1986—1988 гг.
  - Председатель 1988—1992 гг.
  - Президент 1992—1994 гг.
- Bernard Delfont Organisation
  - Директор